# Sinophorus sulcatellus
Sinophorus sulcatellus är en stekelart som först beskrevs av Henry Lorenz Viereck 1925.  Sinophorus sulcatellus ingår i släktet Sinophorus och familjen brokparasitsteklar. Inga underarter finns listade i Catalogue of Life.